# Abbaye de Saint-Sauveur-le-Vicomte
Pour les articles homonymes, voir Abbaye Saint-Sauveur.
L'abbaye de Saint-Sauveur-le-Vicomte est un édifice catholique, fondé vers 1080, par Néel III de Saint-Sauveur, qui se dresse sur le territoire de la commune française de Saint-Sauveur-le-Vicomte dans le département de la Manche, en  région Normandie. L'abbaye qui fut par trois fois détruite, en 1365-1375, en 1793-1832, en 1944, sera à chaque fois relevée de ses ruines.
L'ancienne abbaye, ouverte toute l’année aux pèlerins et aux visiteurs, est partiellement protégée aux monuments historiques.

## Localisation
L'abbaye est située, au sud-est, un peu à l'écart de Saint-Sauveur-le-Vicomte, dans le département français de la Manche.

## Historique

### Jusqu'à la Révolution
C'est aux environs de l'année 1060, que Néel II, vicomte du Cotentin, établit à Saint-Sauveur, un monastère bénédictin. Cette fondation intervient dans un contexte de rétablissement de la paix et de la justice aux confins de la Normandie, et notamment le Cotentin resté très indépendant, par le duc de Normandie Guillaume. L'abbaye est créée dans les années qui suivent l'écrasement des barons de Normandie occidentale au Val-ès-Dunes (1047).
L’abbaye fut construite à partir de 1067 par les moines de l'abbaye de Jumièges. Le vicomte de Saint-Sauveur souhaitant remplacer le collège de clercs séculiers qui officiaient dans la chapelle de son château, établi par Roger (†  996). L'abbaye est fondée vers 1080 par Néel III de Saint-Sauveur. Aux environs de 1180, le premier moulin à vent y a été installé. La consécration de l'abbatiale eut lieu « dans les premières années de la seconde moitié du XIIe siècle » par l'évêque Algare. Toutefois, l'édifice n'était pas encore terminé en 1198, lors du mariage de la fille de Raoul IV Taisson, Mathilde Tesson, avec Richard d'Harcourt. La construction de l'abbatiale dura plus de trente ans et fut l'œuvre de trois familles : les Saint-Sauveur, La Roche-Tesson et les d'Harcourt.
Lors de la guerre de Cent Ans, Geoffroy d'Harcourt ayant légué son château de Saint-Sauveur-le-Vicomte aux Anglais, le capitaine des troupes anglaises, Jean Chandos, après avoir pillé l'abbaye de fond en comble, confisque ses biens, fait raser le chœur de l'abbatiale et se sert des pierres comme boulets, et y installe un poste, obligeant les moines à s’exiler. Les moines se réfugient pour parti à l'abbaye du Vœu de Cherbourg, et pour parti dans leurs possessions de Jersey,. Les abbés dans l'incapacité de payer leurs annates à Rome sont excommuniés. En 1375, l'amiral de France, Jean de Vienne, y installe des canons lors du siège du château de Saint-Sauveur, et se sert des pierres comme boulets. Les religieux durent attendre 1422 pour revenir,. Les travaux de restauration sont entrepris après la bataille de Formigny et l'expulsion des anglais, avec l'élection en 1451 de l'abbé Jean Caillot. Le chœur, arasé, est reconstruit au XVe siècle.
Mais une partie des bâtiments conventuels disparut, à cause du régime de la commende qui empêchait d’avoir les moyens d’en assurer un entretien suffisant.
Jacques Le Febvre du Quesnoy, évêque de Coutances et abbé de Saint-Sauveur, meurt à l'abbaye et est inhumé dans le chœur de l'abbatiale,.
Un décret interdit les vœux monastiques le 13 février 1790, le 14 septembre suivant, c'est au tour du port de l'habit religieux. L’abbaye est vendue comme bien national le 4 juin 1791. Le bailli Louis Hector Amédée Ango, grand-père de Jules Barbey d'Aurevilly, pensait sauvegarder l'abbatiale en y transférant le service paroissial, mais il rencontra l'opposition du curé constitutionnel Nigault de Lecange. L’église est achetée pour 8 525 livres le 23 mai 1793 par Desmares, Marie Thion et Deshayes. Elle sert de carrière de pierres par intermittences, les matériaux se vendant difficilement et à bas prix.

### AuXIXesiècle

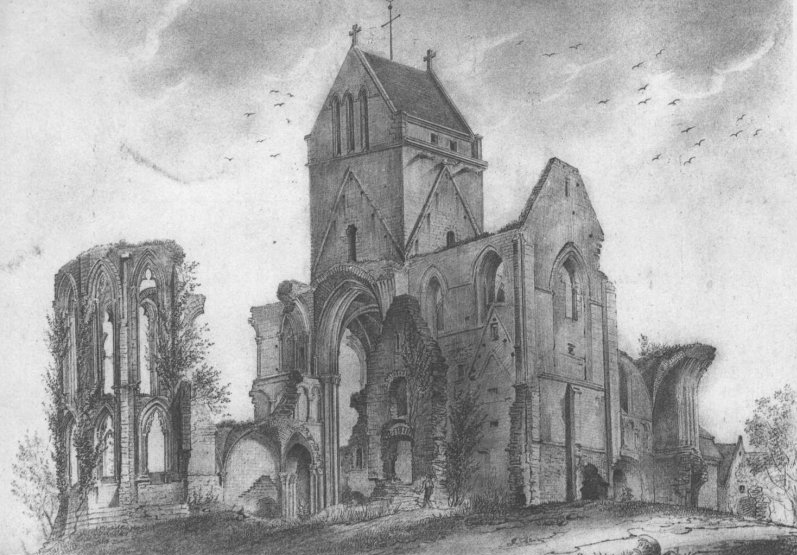
Ruines de l’abbaye Saint-Sauveur (gravure du XIXe siècle).

Gerville note qu'en 1825 « la démolition des bâtiments est avancée ». En 1831, la démolition continue comme le mentionne l'antiquaire anglais Gally Knight. Le 7 juin 1832 mère Marie-Madeleine Postel achète à M. Estebé, contre la somme de 68 000 francs, l'enclos de l’abbaye, à l’exception de deux champs et de l'église abbatiale, propriété d'autres personnes, dont elle voulait faire la maison mère de la congrégation des Pauvres Filles de la Miséricorde des écoles chrétienne qu’elle avait fondée le 8 septembre 1807, rue au Fourdray à Cherbourg. Il ne subsistait alors de l'abbaye que deux petites maisons basses, à gauche de l’église, ainsi que le porche d’entrée et la partie basse du bâtiment qui servit longtemps de cellier et de remise. Après avoir aménagé dès 1833, dans deux travées du côté sud, une chapelle, sœur Marie-Madeleine projeta de reconstruire l'église avec l'aide de l'architecte François Halley. Les travaux débutèrent vers la fin de 1839, et dès le mois d'août 1841 la restauration du deuxième tiers de la nef sud était achevé, et en 1842, Halley terminait sa consolidation de clocher.
Le 25 mars 1843, le clocher s’effondre, à la suite d'une violente tempête, sur le transept et les premières travées du chœur. Nullement découragée, mère Marie-Madeleine Postel, malgré son grand âge, entreprend de reconstruire la totalité de l’édifice. Afin de financer ces travaux, elle envoie la sœur Placide Viel demander des subsides jusqu’auprès de la reine Marie-Amélie, épouse de Louis-Philippe Ier, roi des Français.

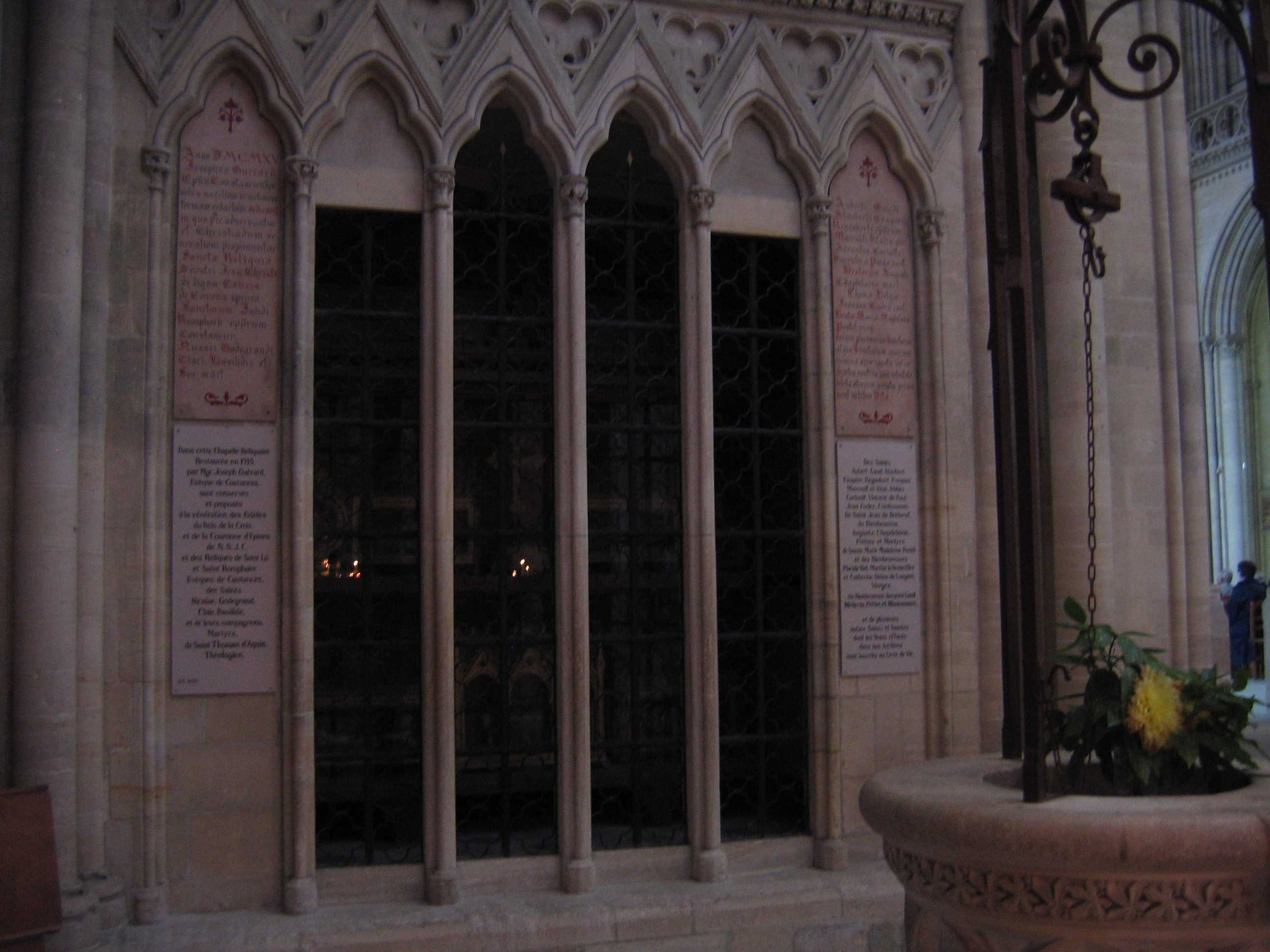
La chapelle des reliques.

Les travaux de reconstruction reprirent et le 28 août 1856, monseigneur Delamare, devenu évêque de Luçon, consacra le monument de soixante-six mètres de long, sous le nom de la Trinité et de Notre-Dame-de-la-Miséricorde, dix ans après la mort de son instigatrice. Dans le transept nord, ses reliques sont conservées, et dans la même chapelle se trouvent les reliques de la bienheureuse Placide Viel et celles de la bienheureuse Marthe Le Bouteiller. Le tombeau de sainte Marie-Madeleine Postel est une œuvre de François Halley.

### Après la Seconde Guerre mondiale
Durant les combats de la Libération, en juin 1944, l’abbaye est bombardée et incendiée. Sa restauration est assurée par les Services de la reconstruction et des monuments historiques, sous la direction de Yves-Marie Froidevaux.

## Description
De son origine, l’église abbatiale, avec un clocher central à la croisée du transept, garde encore un mur latéral (mur sud) qui présente des arcades en plein cintre, surmontées d’un triforium. D’autres éléments peuvent encore se voir dans le transept nord, ainsi que des salles basses et la porte d'entrée.
L'église de style roman, dont la nef d'origine était à triple élévation, fut notamment reconstruite au XVe siècle à la suite de la guerre de Cent Ans, au XIXe siècle par François Halley, qui rétabli le côté gauche de la nef qui avait disparu après sa mutilation pendant la Révolution, et après la Seconde Guerre mondiale. Elle conserve un chœur de style gothique flamboyant. Les vitraux qui ornent le chœur, l’abside, le transept et les verrières de la façade sont l'œuvre d'Adeline Bony-Hébert-Stevens.
Le logis abbatial date du XVIIIe siècle, et les bâtiments conventuels modernes voisinent avec les anciens.
Une petite maison, appelée la Gloriette, conserve les souvenirs de sainte Marie-Madeleine Postel, à l’endroit où se trouvait la bibliothèque du temps des moines bénédictins, et où la sainte vécut entre 1832 et 1846.

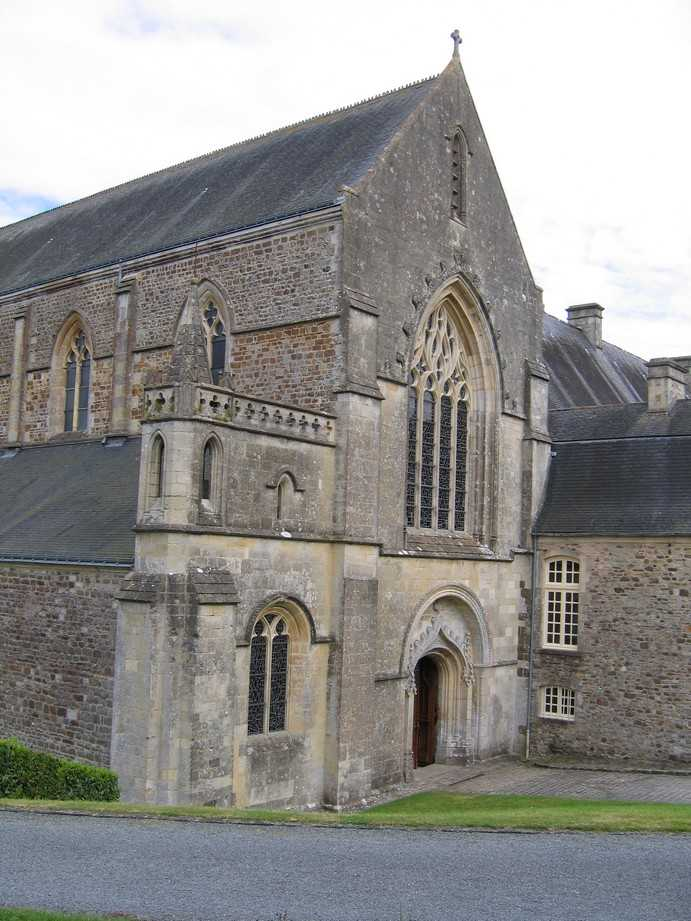
Vue de l’abbaye.
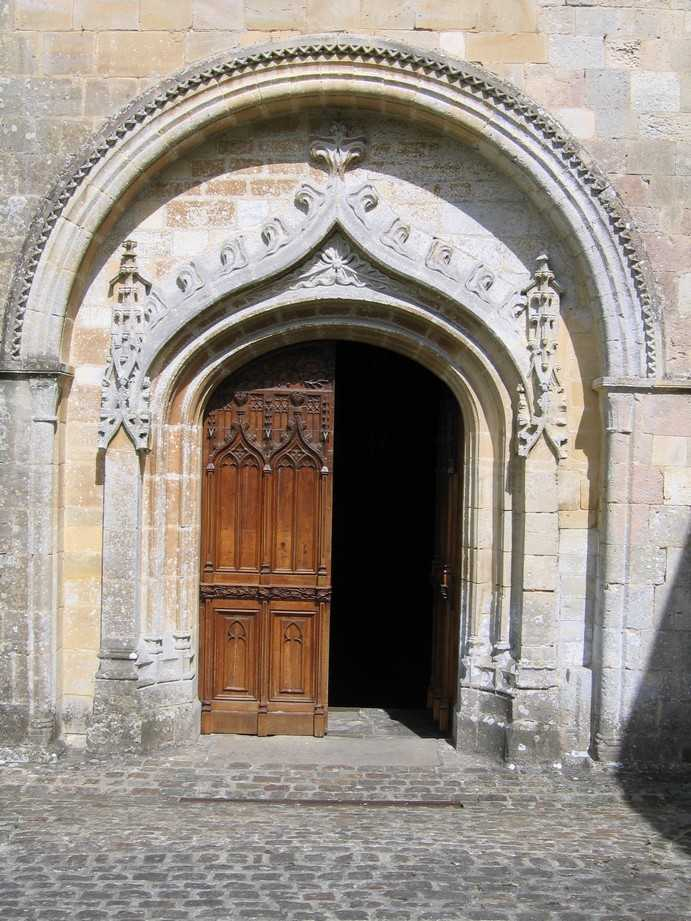
Le porche de l’église abbatiale.
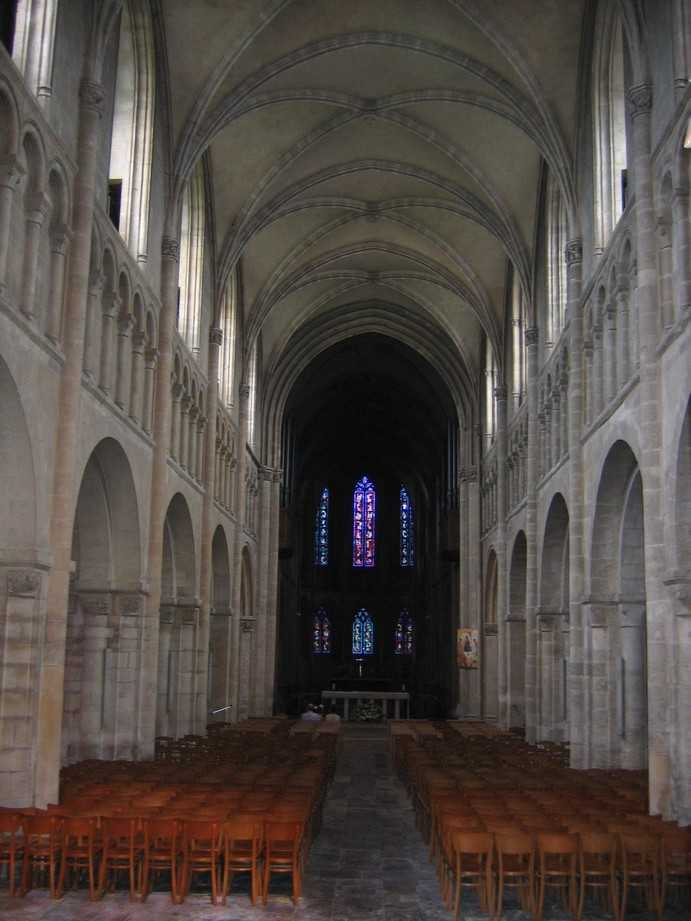
La nef.
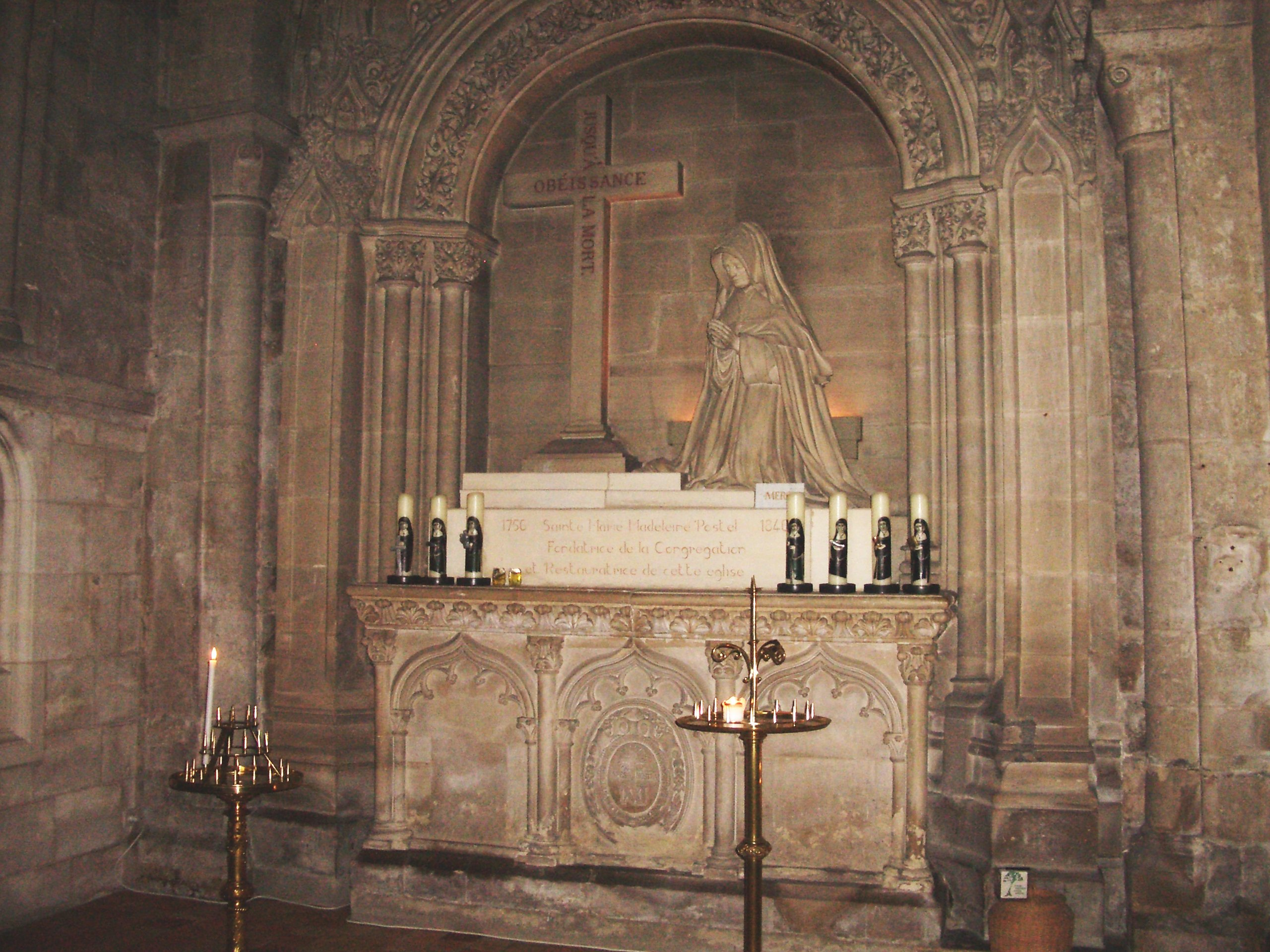
Le tombeau de Marie-Madeleine Postel par Halley.

## Protection
Au titre des monuments historiques :
- l'église est classée par liste de 1840 ;
- les façades et toitures du bâtiment dit Maison mère, de celui nommé la Floriette (situé à la jonction de la Maison mère et de l’église) , de la chapelle de l'abbé à l'Est sont inscrites par arrêté du 29 novembre 1945.

## Mobilier

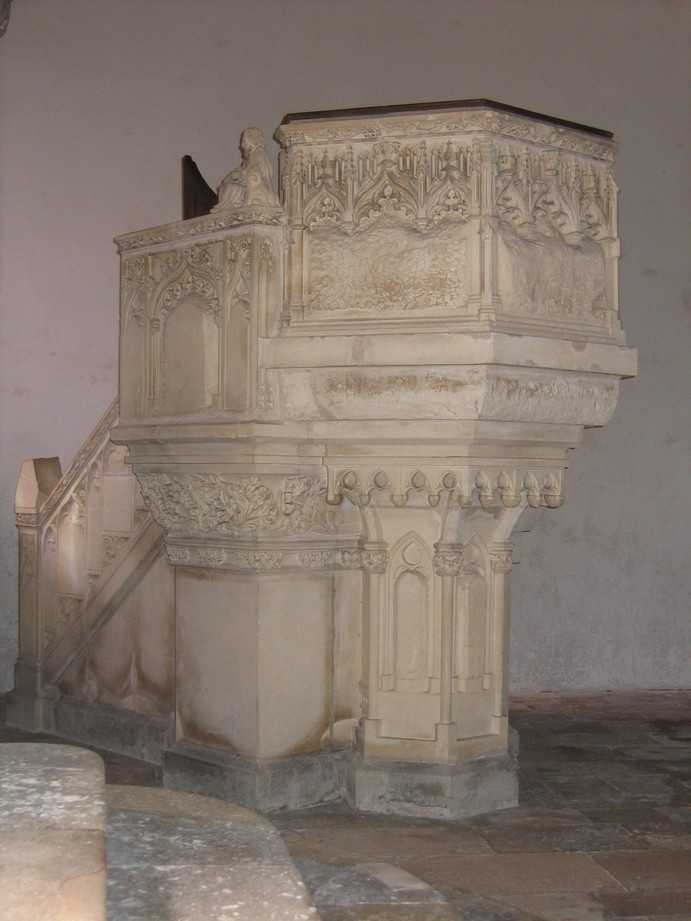
La chaire, œuvre de Halley.

L'église abrite un maître autel en bois sculpté, du XVIe siècle, dont les panneaux représentent les scènes de la nativité provenant de Coutances, ainsi qu'une chaire, œuvre inachevée de Halley qui sera déplacée lors de la restauration de l'édifice à la suite des dommages de juin 1944. Elle se trouve actuellement au bas de la nef latérale nord, à gauche en entrant.
Il est à noter qu'en 1522, il est fait état d'une livraison d'un lot de statues destinées à l'abbaye.

## Armes de l'abbaye
Écartelé au 1er d'azur à trois fleurs de lys d'or, au 2e de gueules à trois léopards d'or, au 3e de gueules à trois tourelles d'or, au 4e palé d'argent et d'azur.

## Terriers, propriétés, revenus, dépendances
Bailliage avec haute, moyenne et basse justice ; siège d'un doyenné regroupant quatorze paroisses ; droit de présentation dans dix-neuf cure ; possession en 1665 de huit prieurés :
- Notre-Dame de Selsouëf. Fondé en 1080 par Létice de Saint-Sauveur, à 2 km de l'abbaye ;
- Saint-Pierre de la Luthumière ou Saint-Jouvin. Fondé en 1106 par Adam de Bruis, à Brix ;
- Saint-Michel de Clitourps. En 1120, Simon donna le manoir de Torgistorps qui devint prieuré ;
- Notre-Dame de la Couperie, à La Colombe. Fondé en 1188 par Raoul Tesson ;
- Sainte-Croix de Virandeville. Fondé en 1197 par Roger de Teurthéville ;
- Estoublon, à Bricquebosq ;
- Bonne-Nuit, à Jersey ;
- Lecq, à Jersey.

L'abbaye tirait profit des foires annuelles dont elle est à l'origine, notamment des quatre des Pieux, de celle de Lessay ou encore de Montebourg.
L'abbaye reçut de nombreuses donations. On peut citer celle de Guillaume de Barneville, à la fin du XIe ou au début du XIIe siècle, consistant en la grève de Barneville et la grève du Tot.
Au XIIe siècle, l'abbaye reçoit une rente à percevoir sur chaque « poissons gras » (cétacé fournissant du lard : baleines, marsouins, cachalots, etc.) pêché dans le secteur, entre la Saire et la baie des Veys, offerte par « toute la communauté du valseta de Saint-Marcouf »,. Vers l'an 1200, la dîme des pêcheries du fief de Mary à Saint-Côme-du-Mont perçues par l'abbaye est commuée en une rente annuelle de 300 anguilles.